# Primera División 1934 (Costa Rica)
La Primera División costaricana del 1934, quattordicesima edizione della massima serie del campionato costaricano di calcio, fu vinta dal La Libertad, al suo quarto titolo.
Vi parteciparono otto squadre, divise in due gruppi da quattro.
Il campionato prevedeva la divisione in due gruppi da quattro squadre ciascuno, le cui vincenti si sarebbero affrontate in un turno finale. Nel gruppo 1 però tutte le squadre terminarono in parità e questo rese necessario la disputa di due turni supplementari (il primo giocato da tutte le squadre, il secondo dalle due vincenti).

## Avvenimenti
Nel 1934 le premesse per interrompere il dominio dell'Herediano arrivarono in estate, grazie ai risultati della Copa Olímpica, la coppa nazionale. La finale di questo torneo fu infatti disputata tra il La Libertad e la Gimnástica Espaňola e fu vinta rotondamente dai libertos (4-1 e 7-0 i risultati della finale).
Il La Libertad vinse poi anche il campionato imponendosi sul Deportivo Alajuela Junior, nonostante avesse giocato in precedenza due partite in più. In finale, dopo due pareggi per 0-0 e 1-1, riuscì ad ottenere le due vittorie decisive per 1-0 (la seconda fu però assegnata a tavolino in quanto il Deportivo Alajuela Junior decise di terminare anticipatamente il torneo a causa della morte, in un incidente stradale, del suo capitano Rafael Herra).
In questo campionato si registrarono alcune delle più grandi goleade della storia del calcio in Costa Rica: il Deportivo Alajuela Junior sconfisse il CS México per 10-0 e 8-3, l'Orión lo sconfisse 11-1 e il La Libertad batté il CS Buenos Aires per 9-1.
Il cammino del La Libertad fu abbastanza buono: ottenne, in dodici partite (di cui undici effettivamente disputate), cinque vittorie, quattro pareggi e tre sconfitte segnando trenta gol e subendone ventuno. Inoltre, oltre alla gioia di aver vinto il campionato, la squadra di San José aggiunse quella di avere impedito all'Herediano, storico rivale, la realizzazione del pentacampeonato.

## Classifica

### Gruppo 1
|    | Classifica Gr.1     | Pt | G | V | N | P | GF | GS |
| -- | ------------------- | -- | - | - | - | - | -- | -- |
| 1. | La Libertad         | 10 | 8 | 4 | 2 | 2 | 25 | 14 |
| 2. | Herediano           | 8  | 8 | 4 | 0 | 4 | 21 | 18 |
| 3. | Gimnástica Espaňola | 6  | 7 | 2 | 2 | 3 | 16 | 19 |
| 4. | CS Buenos Aires     | 6  | 7 | 2 | 2 | 3 | 13 | 24 |

- La Libertad ammesso alle finali nazionali.

### Gruppo 2
|    | Classifica Gr.2           | Pt | G | V | N | P | GF | GS |
| -- | ------------------------- | -- | - | - | - | - | -- | -- |
| 1. | Deportivo Alajuela Junior | 10 | 6 | 5 | 0 | 1 | 33 | 14 |
| 2. | Alajuelense               | 8  | 6 | 3 | 2 | 1 | 19 | 14 |
| 3. | Orión                     | 6  | 6 | 2 | 2 | 2 | 24 | 14 |
| 4. | CS México                 | 0  | 6 | 0 | 0 | 6 | 7  | 41 |

- Deportivo Alajuela Junior ammesso alle finali nazionali.

### Finali
| 1934 | La Libertad           | 1 – 1 | Alajuela Junior       | Sede:Estadio Nacional, San José |
| 1934 | Marcatore sconosciuto |       | Marcatore sconosciuto | Sede:Estadio Nacional, San José |

| 1934 | Alajuela Junior | 0 – 0 | La Libertad | Sede:Alajuela |
| 1934 |                 |       |             | Sede:Alajuela |

| 1934 | La Libertad           | 1 – 0 | Alajuela Junior | Sede:Estadio Nacional, San José |
| 1934 | Marcatore sconosciuto |       |                 | Sede:Estadio Nacional, San José |

| 1934 | Alajuela Junior | 0 – 1 | La Libertad | Sede:Alajuela |
| 1934 |                 |       |             | Sede:Alajuela |

## Squadra campione
- La Libertad - Campione della Costa Rica 1934

### Rosa
- Mario Jones
- Eduardo Goldoni
- Juan Blanco
- Pedro Baradín
- Fausto Arguello
- Gregorio Morales
- Ricardo Mora
- Jorge Quesada
- Eduardo Rojas
- Rafael Madrigal
- José Verdesia
- Carlos Ulloa
- Carlos Villalobos
- José Trejos
- Emanuel Amador
- Humberto Saborío
- Jacinto Solís
- Salvador Tabash
- Roberto Calderón
- Jorge Dávila
- Rodolfo Jiménez
- Miguel Sancho
- Minervino Acuña